# Bulgeversuch
Der Bulgeversuch ist ein Verfahren aus dem Bereich der Werkstoffprüfung. Mit ihm ist es möglich, Fließkurven im biaxialen Spannungszustand zu ermitteln. Hierbei wird ein allseitig gespannter Prüfkörper einseitig mit einem kontinuierlich steigenden Öldruck belastet, der zu einer Ausbeulung des Prüfkörpers führt. Der Versuch wird bis zum Bruch gefahren. Anschließend kann mittels des Öldrucks, des Verlaufs der Blechdicke während der Versuchsdurchführung und der optischen Vermessung und Auswertung der Ausbeulung die Fließkurve ermittelt werden.